# 華盛頓首都
華盛頓首都隊（英語：Washington Capitals），是位於美國華盛頓特區的職業冰球隊，隶属于国家冰球联盟（NHL）東部聯盟的大都会分区。球隊擁有者是泰德·萊昂西斯領導的豐碑體育娛樂公司。首都隊最初在馬里蘭州蘭多弗的首都中心進行主場比賽，1997年搬到華盛頓特區的第一資本體育館。
首都隊成立於1974年，與堪薩斯城偵察員隊以擴充球隊的身份共肩作戰，並在前八年苦苦掙扎。1982年，大衛·波伊爾被聘為總經理，幫助扭轉球隊的命運。首都隊擁有邁克·加特納、羅德·蘭格威、拉里·墨菲和斯科特·史蒂文斯等核心球員，在接下來的14個賽季中成為季後賽的常客。1999年，莱昂西斯收购球队并重整队伍，網羅亚历山大·奥韦奇金、尼克拉斯·貝克斯特倫、約翰·卡爾森和布拉登·霍爾特比等明星球員入隊。2009－2010赛季，首都队在常規賽結束時積分最高，获得第一座會長獎盃。他們在2015－2016賽季再度獲得，並在接下來的2016－2017賽季第三次獲得。除了12次分區冠軍和三次會長獎盃外，首都隊還在1998年和2018年進入了斯坦利杯決賽，並在後者中獲勝。
首都隊已經停用四個球衣號碼來紀念四名球員。此外，該隊還與許多入選冰球名人堂的個人保持連繫。首都隊目前擁有兩支小聯盟球隊：美國冰球聯盟的好時熊隊和ECHL的南卡羅來納黃貂魚隊。

## 历史
华盛顿首都队在1974-1975赛季，与堪萨斯城侦察员，以扩充队的身份加入国家冰球联盟。球队老板是Abe Pollin（同时也是NBA华盛顿子弹队的老板，于2009年9月24日与世长辞）。Pollin为子弹队（曾经以巴尔的摩为主场）和首都队在偏远的马里兰州Landover市建造了首都中心作为主场。Pollin作为老板的第一件事就是任命名人堂的Milt Schmidt作为总经理。

## 吉祥物

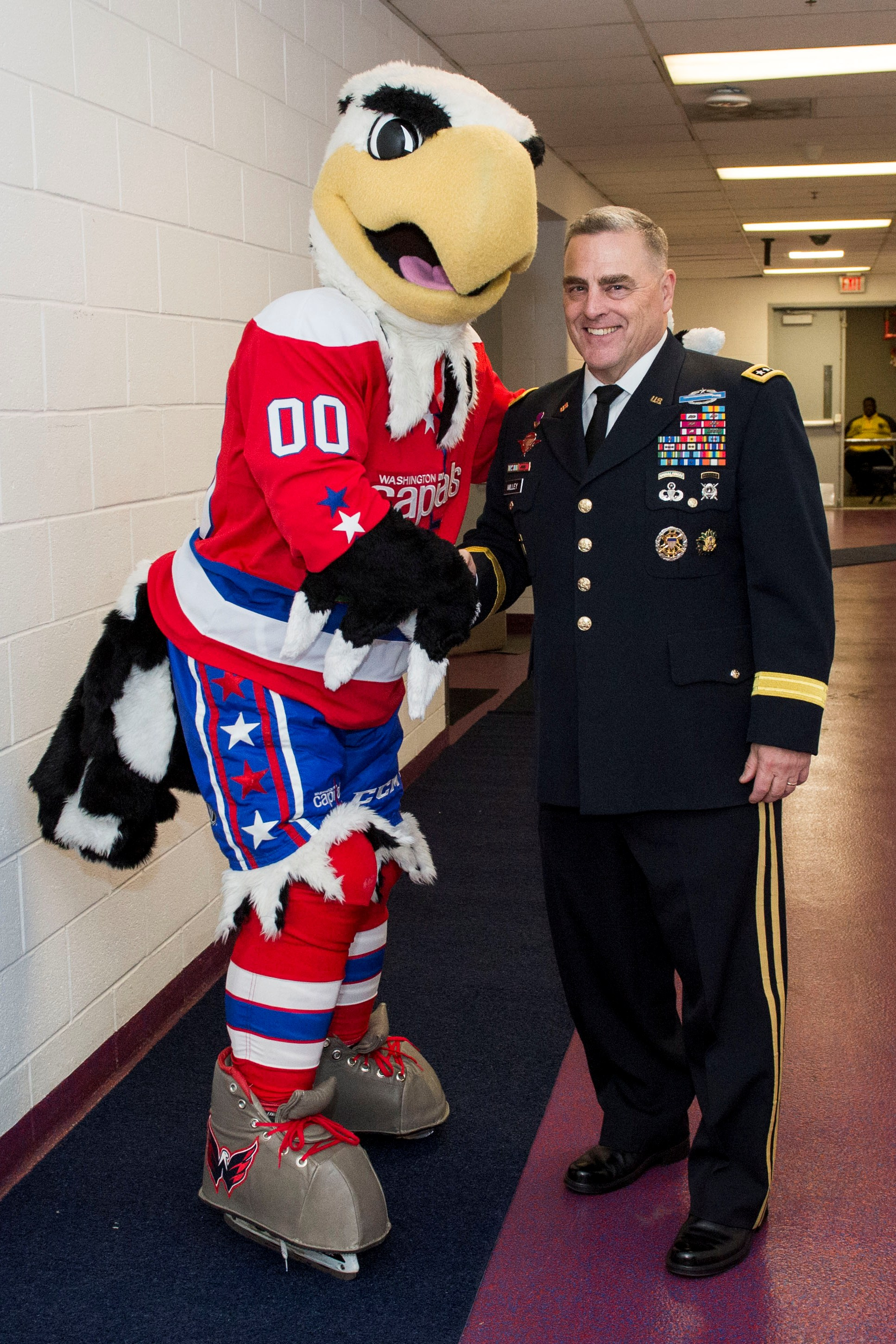
首都隊吉祥物與馬克·麥利將軍

自1995年以來，首都隊的吉祥物一直都是「強打」（Slapshot），一隻穿著號碼00球衣的禿鷹。「強打」會在比賽前開著他的車在冰面上揮舞著旗幟讓球迷興奮。他也是社區的常客，參加首都隊活動和社區活動，例如一年一度的同志遊行。

## 現役球員名單
更新日期：2023-02-19
| #  | 國籍     | 姓名                   | 位置   | 加盟年份 |
| -- | -------- | ---------------------- | ------ | -------- |
| 35 | 加拿大   | 達西·坎珀              | 守門員 | 2022     |
| 79 | 美国     | 查理·林格倫            | 守門員 | 2022     |
| 3  | 美国     | 尼克·簡森              | 後衛   | 2019     |
| 9  | 俄罗斯   | 德米特里·奧爾洛夫      | 後衛   | 2009     |
| 25 | 加拿大   | 迪倫·麥克拉斯          | 後衛   | 2021     |
| 27 | 俄罗斯   | 亞歷山大·阿列克謝耶夫  | 後衛   | 2018     |
| 42 | 斯洛伐克 | 馬丁·費赫瓦利          | 後衛   | 2018     |
| 52 | 加拿大   | 麥特·艾爾文            | 後衛   | 2021     |
| 56 | 瑞典     | 艾瑞克·古斯塔弗森      | 後衛   | 2022     |
| 57 | 美国     | 特雷弗·范·瑞斯迪克     | 後衛   | 2020     |
| 74 | 美国     | 约翰·卡尔森- A         | 後衛   | 2008     |
| 17 | 加拿大   | 迪倫·麥克拉斯          | 中鋒   | 2022     |
| 19 | 瑞典     | 尼克拉斯·貝克斯特倫- A | 中鋒   | 2006     |
| 20 | 丹麦     | 拉爾斯·埃勒            | 中鋒   | 2016     |
| 26 | 美国     | 尼克·多德              | 中鋒   | 2018     |
| 59 | 白俄罗斯 | 阿力亞榭·普羅塔斯      | 中鋒   | 2019     |
| 90 | 瑞典     | 馬庫斯·約翰松          | 中鋒   | 2022     |
| 92 | 俄罗斯   | 叶夫根尼·库兹涅佐夫    | 中鋒   | 2010     |
| 8  | 俄罗斯   | 亚历山大·奥韦奇金- C   | 左翼   | 2004     |
| 15 | 美国     | 桑尼·米拉諾            | 左翼   | 2022     |
| 62 | 瑞典     | 卡爾·哈格林            | 左翼   | 2019     |
| 73 | 美国     | 康納·謝里              | 左翼   | 2020     |
| 21 | 美国     | 加內特·海瑟威          | 右翼   | 2019     |
| 28 | 加拿大   | 康納·布朗              | 右翼   | 2022     |
| 39 | 加拿大   | 安東尼·曼薩            | 右翼   | 2021     |
| 43 | 加拿大   | 湯姆·威爾森            | 右翼   | 2012     |
| 77 | 美国     | T·J·奧西               | 右翼   | 2015     |
| 96 | 加拿大   | 尼古拉斯·奧比-庫貝爾   | 右翼   | 2022     |